# وزارة التربية والتعليم (السعودية)
وزارة التربية والتعليم السعودية كانت الوِزارة المسؤولة عن التعليم العام في المملكة العربية السعودية منذ نشأتها تحت اسم «وِزارة المعارف» في عهد الملك سعود سنة 1373هـ. وفي عام 1380هـ أمر الملك سعود بإنشاء الرئاسة العامة لتعليم البنات التي ضمَّها الملك فهد عام 1423هـ إلى وِزارة المعارف. وفي عام 1424هـ صدر أمرٌ بتغيير اسم الوِزارة من وزارة المعارف إلى وِزارة التربية والتعليم. ثم في عام 1436هـ أصدر الملك سلمان قرارًا يقضي بدمج وِزارة التربية والتعليم مع وزارة التعليم العالي تحت اسم وزارة التعليم، وتعيين عزام الدخيِّل أولَ وزيرٍ لها.

## نبذة
كان ظهور أول نظام للتعليم في المملكة العربية السعودية إنشاء مديرية المعارف عام 1343 هـ وكانت بمثابة إرساء حجر الأساس لنظام التعليم للبنين.
وفي عام 1346 هـ صدر قرار تشكيل أول مجلس للمعارف والهدف منه وضع نظام تعليمي يشرف على التعليم في منطقة الحجاز ومع قيام المملكة العربية السعودية اتسعت صلاحيات مديرية المعارف ولم تعد وظيفتها قاصرة على الإشراف على التعليم في الحجاز بل شملت الإشراف على جميع شؤون التعليم في المملكة كلها، وكانت تضم (323) مدرسه حيث بدأت بأربع مدارس.
في عام 1373 هـ تم إنشاء وزارة المعارف في عهد الملك سعود بن عبد العزيز آل سعود، وكانت امتداداً وتطويراً لمديرية المعارف، وقد أسند إليها التخطيط والإشراف على التعليم العام للبنين في مراحله الثلاث (الابتدائي - المتوسط - الثانوي)، وكان الملك فهد هو أول وزير لها، وفي عام 1380 هـ تم إنشاء الرئاسة العامة لتعليم البنات في عهد الملك سعود بن عبد العزيز آل سعود.
ومع تطور التعليم صدر المرسوم الملكي بضم الرئاسة العامة لتعليم البنات إلى وزارة المعارف عام 1423 هـ وتم تعيين الدكتور خضر القرشي نائبا لوزير المعارف لتعليم البنات.
وفي عام 1424 هـ تم تحويل مسمى وزارة المعارف إلى وزارة التربية والتعليم

## وزراء التربية والتعليم منذ تأسيسها
| م | اسم الوزير                        | سنة البداية | سنة النهاية | ملاحظات                                                                                            |
| - | --------------------------------- | ----------- | ----------- | -------------------------------------------------------------------------------------------------- |
| 1 | فهد بن عبد العزيز آل سعود         | 1373هـ      | 1382هـ      | أول وزير للمعارف                                                                                   |
| 2 | عبد العزيز بن محمد آل الشيخ       | 1382هـ      | 1390هـ      | -                                                                                                  |
| 3 | حسن بن عبد الله آل الشيخ          | 1390هـ      | 1395هـ      | -                                                                                                  |
| 4 | عبد العزيز بن عبد الله الخويطر    | 1395هـ      | 1416هـ      | -                                                                                                  |
| 5 | محمد بن أحمد الرشيد               | 1416هـ      | 1425هـ      | تم تغيير مسمى وزارة المعارف إلى وزارة التربية والتعليم بعد أن دمجت مع الرئاسة العامة لتعليم البنات |
| 6 | عبد الله بن صالح العبيد           | 1425هـ      | 1430هـ      | -                                                                                                  |
| 7 | فيصل بن عبد الله بن محمد آل سعود  | 1430هـ      | 1435هـ      | -                                                                                                  |
| 8 | خالد الفيصل بن عبد العزيز آل سعود | 1435هـ      | 1436هـ      | أخر وزير للوزارة بمسمى وزارة التربية والتعليم                                                      |